# Hôtel Bourrienne
L'hôtel Bourrienne (appelé aussi hôtel de Bourrienne et petit hôtel Bourrienne) est un hôtel particulier du XVIIIe siècle situé au 58 rue d'Hauteville dans le 10e arrondissement de Paris. Propriété privée, il est classé au titre des monuments historiques depuis le 20 juin 1927.

## Historique
Justine Segard, femme de Préponnier de Bazin et dame de Dampierre, entreprend la construction de l'hôtel en 1787, laquelle s'achève en 1793, à l'époque où le quartier du faubourg Poissonnière s'urbanise. 
Alors qu'il n'est pas encore terminé, l'hôtel passe entre plusieurs mains et arrive en 1792 dans celle des époux Lormier-Lagrave, dont la fille Fortunée épouse peu après Antoine Hamelin, fournisseur général des armées. Les parents en font don à la fille, qui le fait sans doute décorer par François-Joseph Bélanger. Fortunée Hamelin devient une personnalité en vue du Directoire et du Consulat, tenant à l'hôtel un salon renommé sous le nom de la Merveilleuse Madame Hamelin. Native de Saint-Domingue, elle était amie avec Joséphine de Beauharnais. Outre cette dernière, Napoléon Bonaparte et Madame Tallien participent à ses réceptions mondaines.
En 1798, l'hôtel est vendu à Louis Prévost, qui le revend 100 000 francs à Louis Antoine Fauvelet de Bourrienne, secrétaire particulier et ami de Bonaparte, qui lui donne son nom et y fait faire d'importantes transformations par l'architecte Étienne-Chérubin Leconte. Subissant les aléas de la politique, Bourrienne réussit cependant une brillante carrière sous la Restauration et jusqu'en 1824, les salons de l'hôtel sont parmi les plus brillants de Paris, animés par sa femme. Mais la révolution de 1830 lui fait perdre sa fortune. Entre-temps, l'hôtel avait été vendu à plusieurs reprises. En 1826, Henri Duponchel travaille sur le décor néo-pompéien de l'hôtel.
Charles Tuleu acquiert l'hôtel à Lucien Charles Alexandre de Berny en 1886 qui dirige une fonderie de caractères d'imprimerie. Charles Tuleu prend la direction de la fonderie en gardant la même raison sociale et installe ses ateliers dans le jardin. L'hôtel est resté dans la famille jusqu'en 2015. En juillet de cette même année, il est en effet racheté par l'entrepreneur Charles Beigbeder pour en faire le siège de ses activités d'investissement ; pour l'occasion, il est entièrement restauré.

## Description
L'hôtel se trouve en retrait de la rue, au fond d'une cour à laquelle on accède par un portail percé dans les immeubles de rapport de la rue de Hauteville. Derrière l'hôtel est aménagé un petit jardin. Le lieu est remarquable par son décor et son mobilier de style Directoire resté en place. Il accueille des réceptions et se visite sur rendez-vous.

### Usage actuel
Depuis 2015, l'hôtel est la propriété de l'entrepreneur Charles Beigbeder, qui y a installé le siège de ses activités . L’édifice abrite la maison de chemises Bourrienne Paris X, fondée en 2017. La marque s’inspire explicitement de l’histoire et des décors Directoire de l’Hôtel, où elle dispose également d’un magasin ouvert au public au 58 rue d’Hauteville . L’hôtel lui-même demeure un lieu privé, non accessible au public .